# 11

## Evenimente
- Artabanus al II-lea devine conducător al regiunii Parția.
- Împăratul Augustus abandonează planul de a ridica un zid defensiv de-a lungul fluviului Elba.
- Marcus Aemilius Lepidus și Titus Statilius Taurus sunt numiți consuli romani.

## Nașteri
- dată necunoscută: Apostolul Ioan apostol creștin (d. 99)